# Шестёркина, Людмила Петровна
Людми́ла Петро́вна Шестёркина (род. 25 августа 1952) — советская и российская журналистка, исследовательница массмедиа и конвергентной журналистики, автор учебников по журналистике.
Основательница и декан факультета журналистики (2006—2016), заведующая кафедрой журналистики, рекламы и связей с общественностью (ранее «Телевизионная и радиожурналистика», «Средства массовой информации») Института медиа и социально-гуманитарных наук, профессор Южно-Уральского государственного университета, организатор студенческого телеканала «ЮУрГУ-ТВ».
Доктор филологических наук (2011). Член Союза журналистов России (1983), Заслуженный работник культуры РФ (2006). Работала корреспондентом ВГТРК по Челябинской области.

## Избранные публикации
- Технизация журналистского образования: условие опережающего развития / Л. П. Шестеркина // Меди@льманах, 2012, № 1 — М: Факультет журналистики МГУ, 2012. — С. 68—72.
- Программная политика студенческого телеканала // Журналистика в 2005 году: трансформация моделей СМИ в постсоветском информационном пространстве : сб. мат. научно-практ. конф. — М. : Факультет журналистики МГУ им. М. В. Ломоносова, 2006. — С. 394—395.
- Некоторые аспекты концепции развития факультета журналистики ЮУрГУ // Журналистика 2006. Профессия — журналист: вызовы XXI века : мат. междунар. науч. конф. — М.: Факультет журналистики МГУ им. М. В. Ломоносова, 2007. — С. 42—43.
- Л. П. Шестёркина, Т. Д. Николаева. Методика телевизионной журналистики: учебное пособие — М : Аспект Пресс, 2012. — 206 с.